# 二条師嗣
二条 師嗣（にじょう もろつぐ）は、日本の南北朝時代から室町時代にかけての公卿。従一位関白左大臣。法名後香園院。摂家二条家7代当主。

## 逸話
応永5年（1398年）3月に関白に還任された際、師嗣は足利義満に対して「准后禅閤（義満）芳恩に至り、尤っとも有難し」と述べた（『迎陽記』三月九日条）。
ところが応永6年4月、師嗣は前月に行われた興福寺における法会に馬副（将軍の乗馬に付き添う従者か）を連れて行かなかったことが義満の怒りを買ったために、関白辞任を申し出た。しかし義満からは「公家（天皇）に申さるべし」と突き放たれ、これで師嗣は出家を余儀なくされてしまった（『迎陽記』四月十四日条）

## 官歴
- 貞治5年（1366年）9月26日 - 貞治5年（1367年）12月7日： 左近衛権中将
- 貞治5年（1366年）12月7日 - 応安2年（1369年）12月19日： 右近衛権中将
- 貞治6年（1367年）2月13日 - 応安元年（1368年）2月21日： 播磨介
- 応安元年（1368年）4月19日 - 応安4年（1371年）3月12日： 権中納言
- 応安2年（1369年）12月19日 - 応安3年（1370年）11月19日： 右近衛大将
- 応安3年（1370年）11月19日 - 永和2年（1377年）1月： 左近衛大将
- 応安4年（1371年）3月12日 - 永和元年（1375年）11月18日： 権大納言
- 永和元年（1375年）11月18日 - 永和4年（1378年）8月27日： 右大臣
- 永和4年（1378年）8月27日 - 永徳2年（1382年）1月26日： 左大臣
- 康暦元年（1379年）8月25日 - 永徳2年（1382年）4月11日： 関白（後円融天皇）
- 嘉慶2年（1388年）6月12日 - 応永元年（1394年）11月6日： 関白（後小松天皇）
- 応永5年（1398年）3月9日 - 応永6年（1399年）4月17日： 関白（後小松天皇、還任）

## 加階
- 貞治5年（1366年）8月29日 正五位下
- 貞治6年（1367年）1月5日 従四位下、7月22日 正四位下
- 応安元年（1368年）2月21日 従三位
- 応安2年（1369年）1月5日 正三位
- 応安4年（1371年）1月5日 従二位
- 応安6年（1373年）1月6日 正二位
- 永和5年（1379年）1月6日 従一位

## 系譜
- 父：関白二条良基（1320-1388）
- 母：美濃尾張伊勢守護土岐頼康女
- 正室：参議東坊城長綱女
  - 長男：二条満基（1383-1411）- 従一位関白左大臣
  - 次男：二条持基（1390-1445）- 従一位摂政関白太政大臣